# Lewis Trondheim
Lewis Trondheim, właśc. Laurent Chabosy (ur. 11 grudnia 1964 w Fontainebleau) – francuski twórca komiksowy i jeden z założycieli niezależnego francuskiego wydawnictwa L'Association. Pseudonim artystyczny zaczerpnął od nazwy norweskiego miasta Trondheim.

## Twórczość
Trondheim jest twórcą lub współtwórcą ponad stu komiksów, obejmujących dużą spektrum gatunków. Bohaterami większości jego prac są antropomorficzne zwierzęta. Wiele dzieł cechuje czarny humor i duża doza okrucieństwa, stojące w kontraście do uproszczonej, „kreskówkowej” warstwy plastycznej.
Pierwszym ważnym dziełem Trondheima była seria Lapinot (Les formidables aventures de Lapinot, 1993; wydanie polskie 2009). Za komiks Slalomes otrzymał w 1993 r. nagrodę za najlepszy debiut na Międzynarodowym Festiwalu Komiksu w Angoulême. Sukces ten pozwolił mu na publikowanie prac w dużym francuskim wydawnictwie komiksowym Dargaud. Jednocześnie nadal wydawał część swoich prac w L’Association i u innych niezależnych wydawców.
Kolejne lata stanowiły okres rosnącej aktywności Trondheima. Zaczął pracować przy wielu projektach. Na rynek japoński stworzył komiks Mucha (La Mouche, 1995, wydanie polskie 2009). Jest też pomysłodawcą (z Joannem Sfarem) zakrojonej na szeroką skalę serii komiksowej Donżon (1998–2014), tworzonej przez wielu rysowników i scenarzystów. W 2006 r. otrzymał Grand Prix na Festiwalu Angoulême, przyznawaną za wybitne osiągnięcia w dziedzinie komiksu.